# Edenílson
Edenílson Andrade dos Santos (ur. 18 grudnia 1989 w Porto Alegre) – brazylijski piłkarz występujący na pozycji środkowego, prawego lub defensywnego pomocnika lub prawego obrońcy, reprezentant Brazylii, od 2024 roku zawodnik Grêmio.